# Chicago Sparta
Chicago Sparta, plným jménem Sparta Athletic and Benevolent Association Football Club, je americký fotbalový klub sídlící ve městě Chicago ve státě Illinois, existující nepřetržitě od svého založení v roce 1917. Od poloviny 20. let do konce 40. let 20. století byl jedním z nejznámějších chicagských týmů.  

## Historie
V roce 1915 založili čeští přistěhovalci, žijící v Chicagu, společenskou sportovní organizaci, kterou pojmenovali jako Sparta Athletic and Benevolent Association. O dva roky později, v roce 1917, se ke Spartě připojilo několik fotbalových hráčů z týmu Chicago Slavia a ti vytvořili jádro nového fotbalového klubu Sparta.
V roce 1922 se Sparta stala členem chicagské Major League, ale na začátku byla nevýrazným amatérským rekreačním týmem. V roce 1923 však podepsala smlouvu s několika Čechy, kteří se krátce před tím přistěhovali do Spojených států. Ti se ukázali jako výjimeční hráči a rychle pomohli vynést Spartu na vrchol městské fotbalové hierarchie. 
V roce 1926 hrála Sparta ve fotbalové lize St. Louis Soccer League, která se pokoušela rozšířit se po celém středozápadě USA. Sparta v této soutěži odehrála pouze 4 zápasy (2x výhra, 1x remíza, 1x prohra). Poté klub vstoupil do fotbalové ligy Chicago's International League, kde získal devět titulů. V roce 1937 z této ligy Sparta vystoupila a vstoupila do nově založené fotbalové ligy National Soccer League of Chicago, kde hned v první sezóně získala mistrovský titul. V té době Sparta získává větší pozornosti na národní úrovni, když v roce 1938 vyhrála v poháru National Challenge Cup a v roce 1940 se dělila o první příčku. V roce 1938 se Sparta vrátila do fotbalové ligy St. Louis Soccer League, kde získala ligový titul, který je jejím posledním v historii klubu. 
Dosud posledním úspěchem je vítězství v poháru Peel Cup v roce 1969, kdy se Sparta dělila o vítězství s týmem Chicago Kickers.

## Mezinárodní přátelské zápasy
Přehled mezinárodních přátelských zápasů proti Chicago Sparta v rámci turné po USA:
| Klub                          | Výsledek                 | Datum             | Diváci | Hřiště         |
| ----------------------------- | ------------------------ | ----------------- | ------ | -------------- |
| AC Sparta Praha (Česko)       | porazil Spartu 9:0       | 23. října 1926    | 5 000  | Cermak Park    |
| SC Hakoah Wien (Rakousko)     | remizoval se Spartou 2:2 | 6. května 1927    | 12 000 | Comiskey Park  |
| Palestra Itália FC (Brazílie) | prohrál se Spartou 5:1   | 2. září 1928      | 5 000  | Sparta Stadium |
| CD Marte (Mexiko)             | prohrál se Spartou 3:2   | 17. července 1930 | ?      | ?              |
| Audax CS Italiano (Chile)     | porazil Spartu 2:0       | 17. září 1933     | 4 000  | Sparta Stadium |
| SK Kladno (Česko)             | porazil Spartu 4:0       | 9. září 1934      | 9 000  | Sparta Stadium |
| Maccabi Tel Aviv FC (Izrael)  | remizoval se Spartou 1:1 | 15. září 1936     | 7 000  | Sparta Stadium |
| Atlante FC (Mexico)           | porazil Spartu 4:2       | 6. června 1940    | ?      | ?              |

Turné Chicago Sparta do Mexika v roce 1929 (všechny zápasy sehrány v Mexico City):
| Klub                  | Výsledek                 | Datum          | Diváci |
| --------------------- | ------------------------ | -------------- | ------ |
| Atlante FC (Mexiko)   | porazil Spartu 5:2       | 25. srpna 1929 | ?      |
| Club Necaxa (Mexiko)  | prohrál se Spartou 3:0   | 1. září 1929   | ?      |
| RC España (Mexiko)    | porazil Spartu 4:2       | 8. září 1929   | ?      |
| CD Marte (Mexiko)     | porazil Spartu 6:3       | 15. září 1929  | ?      |
| Club América (Mexiko) | remizoval se Spartou 2:2 | 16. září 1929  | ?      |

## Sparta Stadium
Sparta Stadium bylo fotbalové hřiště klubu Chicago Sparta, které se nacházelo poblíž křižovatky ulic 21st Street a South Kostner Ave.
Již v roce 1921 informoval deník Chicago Tribune o plánovaných zápasech a výsledcích na „Sparta Field“ a o zápasech na stadionu Sparta se hojně psalo v průběhu 20., 30. a 40. let 20. století. Největší zaznamenaná návštěva na stadionu Sparty byla  9. září 1934, kdy na zápas Sparty s českým klubem SK Kladno přišlo 9000 diváků. Poslední fotbalové utkání na stadionu Sparty, o kterém informoval deník Chicago Tribune, se odehrálo v listopadu 1953. Krátce poté byl stadion Sparty srovnán se zemí a vydlážděn jako parkoviště pro nedaleké továrny.  

## Umístění v jednotlivých sezónách
| Sezóna  | Liga | Umístění | Peel Cup   | National Challenge Cup |
| ------- | ---- | -------- | ---------- | ---------------------- |
| 1924/25 | CML  | ?        | Semifinále | 4. kolo                |
| 1925/26 | CML  | ?        | ?          | 1. kolo                |
| 1926-27 | SLSL | 4.       | ?          | Semifinále             |
| 1927/28 | ISL  | 1.       | Vítěz      | Čtvrtfinále            |
| 1928/29 | ISL  | ?        | Vítěz      | Semifinále             |
| 1929/30 | ISL  | 1.       | Vítěz      | 2. kolo                |
| 1930/31 | ISL  | 1.       | Vítěz      | 2. kolo                |
| 1931/32 | ISL  | 1.       | Vítěz      | Čtvrtfinále            |
| 1932/33 | ISL  | 1.       | Vítěz      | Semifinále             |
| 1933/34 | ISL  | 1.       | ?          | Čtvrtfinále            |
| 1934/35 | ISL  | 1.       | ?          | 2. kolo                |
| 1935/36 | ISL  | 1.       | ?          | Čtvrtfinále            |
| 1936/37 | ISL  | ?        | Vítěz      | Semifinále             |
| 1937/38 | NSL  | 1.       | ?          | Vítěz                  |
| 1938-39 | SLSL | 1.       | Vítěz      | Čtvrtfinále            |
| 1939/40 | ?    | ?        | ?          | Vítěz                  |
| 1940/41 | ?    | ?        | ?          | ?                      |
| 1941/42 | ?    | ?        | ?          | ?                      |
| 1942/43 | ?    | ?        | ?          | ?                      |
| 1943/44 | ?    | ?        | ?          | ?                      |
| 1944/45 | ?    | ?        | ?          | ?                      |
| 1945/46 | ?    | ?        | Vítěz      | ?                      |
| 1946/47 | ?    | ?        | Vítěz      | Finále                 |
| 1947/48 | ?    | ?        | Vítěz      | ?                      |

## Trofeje
National Challenge Cup
- Vítěz (2x): 1938, 1940
- Finalista (1x): 1947

Peel Cup
- Vítěz (12x): 1928, 1929, 1930, 1931, 1932, 1933, 1937, 1939, 1946, 1947, 1948, 1969

Ligové mistrovství
- Vítěz (9x): 1928, 1930, 1931, 1932, 1933, 1934, 1935, 1936, 1939

## Bývalí hráči
V roce 2011 pomohl jeden z bývalých hráčů klubu, spisovatel Jan Novák, identifikovat několik dalších bývalých fotbalistů chicagské Sparty:
- Jaroslav Červený[10]
- Miroslav Rödr
- Miroslav Rys